# Paramomitrion paradoxum
Paramomitrion es un género monotípico de hepáticas perteneciente a la familia Gymnomitriaceae. Su única especie: Paramomitrion paradoxum, es originaria de Venezuela.

## Taxonomía
Paramomitrion paradoxum fue descrita por Rudolf M. Schuster y publicado en Journal of the Hattori Botanical Laboratory 80: 135. f. 25: 1–8, 26. 1996. 